# Sandra Gould
Sandra Gould (Brooklyn - Nova Iorque, 23 de julho de 1916 — Burbank - Califórnia, 20 de julho de 1999) foi uma atriz dos Estados Unidos. Ficou mais conhecida na série A Feiticeira, interpretando a segunda Gladys Kravitz, a vizinha que bisbilhotava o que acontecia na casa dos Stephens.
Ela iniciou no rádio aos 9 anos de idade fazendo My Friend Irma. Depois vieram The Danny Thomas Show e The Jack Benny Show, por quinze temporadas. Passou cinco anos interpretando a Sra Duffy em Duffy´s Tavern. Estreou na Broadway quando tinha 11 anos em Fly Away Home com Montgomery Cliff e outras produções como New Faces, Having a Wonderful Time e Detective Story.
No cinema participou de: T-Men (1947) e The Story of Molly (1949) onde aparecia como Vera nos créditos. Em 1953, atuou em Letter to Loretta ao lado de Loretta Young e nos anos seguintes continuou a fazer diversas participações na televisão como em: December Bride, The Twilight Zone, My Three Sons, Maverick, The Flintstones, The Joey Bishop Show, I Love Lucy, The Lucy Show, Burket´s Law, Mr. Ed, The Danny Thomas Show, The Joan Davis Show e I Dream of Jeannie, depois começou a aparecer regularmente em A Feiticeira.
Sandra Gould entrou para substituir Alice Pearce, que faleceu em março de 1966. Sua primeira aparição foi na 3ª temporada no episódio Quando as Feiticeiras Discutem, e ficou até a 7ª e penúltima temporada no epsisódio Feitiço Alegre.

## Vida Pessoal
Ela casou com o executivo da rede de TV, Larry Berns. O casal teve um filho: Michael Berns.
Em Novembro de 1965, seu marido Larry faleceu aos 57 anos de idade.
Casou-se novamente e seu segundo marido foi Hollingsworth Morse. Em janeiro de 1988, ele faleceu aos 77 anos de idade.
Em 20 de julho de 1999, Sandra Gould faleceu de um acidente vascular cerebral, três dias antes de completar 83 anos.